# Sommatino
Sommatino (Summatinu in siciliano) è un comune italiano di 6 268 abitanti del libero consorzio comunale di Caltanissetta in Sicilia.
La cittadina è nota per le miniere di zolfo presenti nelle sue vicinanze, attualmente un museo, per questo motivo è anche chiamata città delle zolfare.

## Geografia fisica
Sommatino sorge in una zona collinare interna, a ovest del fiume Salso, posta a 359 metri sul livello del mare, di cui la distanza da quest’ultimo è di circa 25 minuti. Separata da soli 12 km da Ravanusa, già territorio della provincia di Agrigento. Dista 47 km da Agrigento, 26 km da Caltanissetta, 131 km da Catania, 69 km da Enna, 226 km da Messina, 152 km da Palermo, 120 km da Ragusa, 181 km da Siracusa e 223 km da Trapani.

## Storia
Incerte le sue origini. Sommatino appare ufficialmente per la prima volta nel censimento del 1583, con 533 abitanti. La nobile famiglia palermitana dei Lo Porto fu la prima signoria del paese. Solo nel XVII secolo, il paese passò alla signoria dei principi di Trabia, in seguito a successioni ereditarie. Tale signoria durò fino alla prima metà del secolo scorso. Nel paese fu istituita la Guardia Nazionale durante i moti del '48. Durante il XIX secolo Sommatino fu colpito da un'epidemia colerica che causò 132 morti.
Sommatino deve gran parte della sua storia alle zolfare presenti nel proprio territorio. La miniera Trabia Tallarita, detta "Solfara Grande", si trova tutt'oggi fra Sommatino e Riesi; essa fu una delle più antiche e ricche solfare della Sicilia. Gli storici concordano che i primi scavi per la ricerca dello zolfo nella zona siano cominciati intorno al 1600. La proprietà della miniera fu inizialmente del principe di Trabia e di Butera, ma poi passò rispettivamente alla Società Obbligatoria Mineraria Siciliana, all'Imera, alla Società Val Salso, e infine dal 1963 fino alla sua chiusura alla Regione Siciliana.
Nel luglio del 1883 la miniera Grande Trabia fu funestata dalla più grave sciagura della sua storia con la morte di ben 36 minatori, di cui 11 sommatinesi. Sommatino successivamente contribuì attivamente alla Grande Guerra, alla seconda guerra mondiale e alla guerra d'Etiopia, facendo registrare diversi caduti.
Nel dopoguerra la crisi irreversibile delle miniere di zolfo portò a una lenta disoccupazione, aggravata da scioperi a volte molto violenti, e a un inesorabile fenomeno di emigrazione soprattutto in Francia intorno a Grenoble e in Germania. Il fenomeno continua ancora oggi, con destinazione soprattutto nel nord Italia. La popolazione residente, dal dopoguerra a oggi, registra una diminuzione di circa 4 000 abitanti.
Sommatino, anche se non può vantare resti archeologici di rilievo, conserva tutt'oggi un particolare fascino, tipico dei "paesini" dell'entroterra siculo, che riporta indietro di decine di anni. Tuttavia nel territorio di Sommatino sono stati ritrovati dei resti di epoca preistorica (Era Terziaria - Pliocene), e delle tombe rupestri del tipo a "grotticella artificiale" (o a "forno") (2300-1700 a.C.).

### Simboli
Lo stemma e il gonfalone sono stati concessi con decreto del presidente della Repubblica del 2 aprile 1990.
Il gonfalone è un drappo troncato di azzurro e di rosso. In precedenza era in uso un drappo di rosso.

## Monumenti e luoghi d'interesse
- Chiesa madre di Santa Margherita Vergine e Martire, in cui si conservano diverse opere d'arte tra cui la statua lignea della Madonna Odigitria del 1500, capolavoro d'arte siciliana.
- Palazzo dei principi di Trabia, signori di Sommatino.
- Torre civica, con annesso orologio in stile Liberty risalente al 1848, ricostruita sulle rovine di un'antica torre di avvistamento.
- Palazzo del vecchio municipio.
- Piazza Belvedere.
- Salita Lampasona, progetto di rivalutazione urbana con lo scopo di valorizzare siti storici attraverso l'arte.

## Società

### Evoluzione demografica
Abitanti censiti

### Tradizioni e folclore
Lu tuppi tuppiLe sue origini risalgono al 1890 nella quale si rappresenta in chiave teatrale, la Fuga in Egitto della Sacra Famiglia. Essa si svolge nella ricorrenza della Festa di San Giuseppe, il 19 marzo e la seconda domenica di agosto. Lu tuppi tuppi - traduzione in lingua siciliana della voce onomatopeica "toc toc", con la quale si indica il bussare alla porta - è una rappresentazione sacra, realizzata con attori locali nelle vesti di San Giuseppe, Maria, Gesù Bambino e l'Angelo, che vede la Sacra Famiglia, avvertita dall'Angelo, bussare alle varie locande, in cerca di ristoro, dopo la fuga in Egitto a causa dell'ordine di Erode di uccidere ogni figlio maschio di schiavo ebreo, e quindi dello stesso Bambino Gesù, Re dei Re, per paura che gli usurpasse il trono. Tutti negano loro ospitalità; soltanto un benefattore, che è poi, per tradizione, la famiglia che ha allestito (ex voto), la cosiddetta "Tavula Sbampata", dà loro accoglienza. "La Tavula Sbampata" è una tavola di ampie dimensioni, riccamente allestita con pani, dolci, prodotti tipici locali, frutta fuori stagione, ecc. che i sommatinesi hanno appositamente da tempo conservato.
Festa di santa BarbaraSanta Barbara è la patrona di Sommatino e protettrice dei minatori. I minatori sommatinesi e tutta la popolazione sommatinese sono infatti molto devoti alla Santa. La festività si svolge con la solenne processione della Santa per le vie del paese il 4 dicembre preceduta da una messa solenne in onore della Patrona sommatinese. Inoltre i ragazzi raccolgono sterpi e fascine per alimentare "li vampi", tipici falò accesi per le strade in onore sempre della Patrona.
La settimana santa e la scinnenzaSommatino festeggia la settimana santa rievocando teatralmente i passi del Vangelo riguardanti la passione e morte di Gesù Cristo. Di particolare effetto teatrale è la rappresentazione della Scinnenza, cioè della crocifissione di Gesù Cristo presso il monte Calvario e la sua discesa dalla croce dove vi è la Madonna ad attenderlo, la spartenza, cioè la separazione della Madonna da Gesù Cristo, e la processione dell'Urna contenente il corpo di Gesù Cristo trasportata e decantata da ex-minatori in divisa, nelle vie del paese fino alla chiesa Madrice.
La festa dei santiTra luglio e agosto di ogni anno, le vie di Sommatino sono protagoniste di una serie di feste. Infatti, settimana dopo settimana vengono festeggiati, tramite processioni e solenni messe, il "S.S. Crocifisso", "S. Giuseppe" (compatrono del paese) e la "S.S. Addolorata". In particolare, le processioni avvengono nella cosiddetta "Via Dei Santi", che si snoda dalle tre chiese che ospitano le statue fino alle vie principali del paese. I comitati organizzatori, inoltre, si adoperano per accompagnare ai solenni festeggiamenti anche momenti culturali e di svago, che consentono di far rivivere ai migranti sommatinesi dei ricordi ormai lontani.
Il palio di san GiuseppeDurante la festa dei Santi, in particolare per S. Giuseppe, viene organizzato il palio in onore del Santo nei pressi della Parrocchia di S. Antonio. Il palio, uno stendardo raffigurante S. Giuseppe, e i giummi, i cordoncini laterali che sorreggono lo stendardo, vengono contesi da alcuni cittadini sommatinesi offrendo dei soldi. Coloro i quali hanno offerto più soldi di tutti e si trovano sui cavalli nel momento in cui viene passata la linea del traguardo, vincono il palio e i giummi. Il percorso del palio è lungo una ventina di metri, nei quali le persone del comitato di San Giuseppe fanno di tutto per far indietreggiare i cavalli e ritardare quindi la vincita del palio. Ciò può consentire a qualche persona di aumentare la posta in gioco e aggiudicarsi temporaneamente il palio o uno dei giummi. I vincitori del palio e dei giummi, la sera saranno protagonisti della processione di San Giuseppe in quanto porteranno lo stendardo per le vie del paese. Questa è una tradizione ormai molto antica del paese, e quindi molti sommatinesi si sentono coinvolti nella eventuale vincita del palio o dei giummi, e la cifra che offrono molto spesso è legata all'ex voto fatto.

## Cultura

### Musei
- Museo delle solfare di Trabia Tallarita. Aperto nel mese di marzo del 2010, il museo sorge sul sito della Miniera Trabia Tallarita, tra i territori di Sommatino e Riesi. Il museo offre molti percorsi multimediali attraverso i quali è possibile immergersi nell'ambiente minerario. Nelle varie sale sono inoltre presenti molte foto che raccontano la storia delle miniera e strumenti e macchinari originali della miniera, tra i quali spiccano i motori Franco Tosi uguali a quelli a bordo dell'affondato Titanic.
- Museo Etnoantropologico, in cui sono conservati reperti e documenti della cultura del passato.
- Museo Comunale di Storia Naturale ed Arte Mineraria, in cui viene offerta una panoramica sull'evoluzione geologica del territorio e sulle tappe dell'attività estrattiva dello zolfo a Sommatino. Gestito dall'Associazione Culturale Filippo Terranova.

### Radio
La prima radio di Sommatino, è stata la GRS General radio Sommatino, incominciò le trasmissioni nel 1975, una delle prime radio della provincia di Caltanissetta, secondo alcuni, fu proprio la prima radio della provincia.
Nel 1978 incominciò a trasmettere anche Radio Mediterranea International RMI, che modulava da Sommatino sui 97,300 MHz e da Monte Draffù sui 88,600 MHz, da dove copriva quasi tutta la Sicilia centrale.
Intorno al 1979 nacque la RNG Radio Nuova Generazione, la radio trasmise per circa due anni e fu chiusa a causa di un furto delle attrezzature.
La GRS chiuse nel 1981 a seguito dell'ennesimo furto subito, nella sua ultima sede di via Trento. La RMI concluse le trasmissioni invece nel 1985, in seguito a un furto, ma anche perché la proprietà non era più interessata nel portare ancora avanti la radio.
Nel 1986 nacque Punto Radio Sommatino, dove confluirono alcuni appassionati delle due radio spente, più alcuni nuovi collaboratori. Ma l'esperienza di Punto Radio durò più o meno un anno, dal 1988 infatti a Sommatino non ci sono state più radio attive. Il 30 agosto 2015, incomincia ufficialmente le trasmissioni la web radio "Radio Zolfare", che trasmetterà fino al 31 dicembre 2016.

## Economia
L'economia di Sommatino sino ai primi anni settanta si basava principalmente sull'estrazione dello zolfo. Sommatino era infatti definito "il paese dello zolfo". Dopo la chiusura delle miniere, la sua economia si basa oggi sull'agricoltura, sull'artigianato e sul terziario.
Tuttavia, questi settori non hanno portata tale da garantire il pieno impiego dei cittadini sommatinesi; difatti, il paese soffre di una forte emigrazione verso il Nord Italia e i paesi esteri, come Francia (Grenoble) e Germania.

### Turismo
- Parco Acquatico Conte, parco acquatico e balera del centro Sicilia
- Il turismo a Sommatino è anche incentivato dai molti emigrati all’Estero o nel Nord-Italia che durante il periodo estivo ritornano in paese per passare le proprie vacanze

## Amministrazione

### Gemellaggi
- Fontaine